# Bugat járás (Góbi-Altaj)
Bugat járás (mongol nyelven: Бугат сум) Mongólia Góbi-Altaj tartományának egyik járása. Területe 9070 km². Népessége kb. 3000 fő.
Székhelye Bajangol (Баянгол), mely 203 km-re délnyugatra fekszik Altaj tartományi székhelytől.